# Annemarie Steen
Annemarie Steen (Soest, 27 november 1971) is een Nederlandse actrice die het meest bekend is geworden met haar rol als Agnes Schmeenk in de misdaadserie Vrouwenvleugel.

## Filmografie en televisie
Exclusief eenmalige gastrollen
- Moffengriet - Liebe tut, was sie will (1990) (televisiefilm) als Tiny
- 12 steden, 13 ongelukken (1993-1994) (televisieserie) als Maaike / Yvette
- Vrouwenvleugel (1995) (televisieserie) als Agnes Schmeenk
- Mijn Idee NCRV Aflevering 3, Scheiding. Aflevering 13, een week om nooit te vergeten (televisieserie) als Maaike